# Jean Cagnard
Jean Cagnard est un écrivain français, né à Colombelles le 28 juillet 1955.

## Biographie
C'est un auteur de romans, de nouvelles, de poésie et de pièces de théâtre.
En 2005, il fonde la Compagnie 1057 Roses.
Il a reçu le Grand Prix de Littérature dramatique le 15 octobre 2018 pour Quand toute la ville est sur le trottoir d'en face (Éditions Espaces 34).
Il s'est établi à Soustelle.

## Œuvres
- L’Hémisphère d’en face, nouvelles, Lausanne, Suisse, Éditions L’Âge d’Homme, 1990, 139 p.  (ISBN 2-8251-0135-4) -  Prix Prométhée de la nouvelle 1990
- Le Funambule approximatif, roman, Paris, Presses de la Renaissance, coll. « La compagnie des mots », 1992, 139 p.  (ISBN 2-85616-648-2)
- L’Arête centrale du caillou, poèmes, Tournai, Belgique, Éditions Unimuse, 1996, 43 p.  (ISBN 2-87022-068-5) - Prix Casterman 1996
- Un cerf-volant sur l’avant-bras, théâtre, Chambéry, France, Éditions Comp’Act, coll. « Les journées d’auteur », 1999, 44 p.  (ISBN 2-87661-191-0)
- Des papillons sous les bras, théâtre, Cannes, France, Compagnie Arketal, 2000, 31 p. (BNF 37207523) - Comps, France, Éditions du Bonhomme vert, Peintures Rolf Ball, 2007, 46 p.  (ISBN 2-916196-06-4)
- L’homme, l’homme, l’homme et l’homme, nouvelles, gravure de Hélène Gay, Angers, France, Éditions Deleatur, 2001, 37 p.  (ISBN 2-86807-109-0)
- L’Entonnoir, Paris, Éditions théâtrales, coll. « Théâtrales-jeunesse »2002, 33 p. (BNF 39510726)
- Les Gens légers, Paris, Aux nouvelles écritures théâtrales, 2003, 51 p. (BNF 39512511) - Saint-Gély-du-Fesc, France, Éditions Espaces 34, coll. « Espace théâtre », 2006, 79 p.  (ISBN 2-84705-030-2) - Finaliste Prix Godot des Lycéens 2008
- Bout de bois : d'après l'infatigable, l'inoxydable Pinocchio : texte pour marionnettes, théâtre illustré, illustrations de Martin Jarrie, Comps, France, Éditions du Bonhomme vert, 2005, 52 p.  (ISBN 2-916196-00-5)
- L’Avion, suivi de De mes yeux la prunelle, Saint-Gély-du-Fesc, France, Éditions Espaces 34, coll. « Espace théâtre », 2006, 57 p.  (ISBN 2-84705-025-6)
- L'endroit jamais, Paris, Éditions théâtrales, Argument poétique dans « Court au Théâtre 2 », 2009, 62 p.  (ISBN 978-2-84260-313-7)
- Le Menhir, Paris, Éditions théâtrales, coll. « Répertoire contemporain », 2010, 46 p.  (ISBN 978-2-84260-402-8)[4] - Finaliste Grand Prix de Littérature Dramatique 2011
- À demain ou La Route des six ciels, Paris, Éditions théâtrales, coll. « Théâtrales-jeunesse », 2010, 62 p.  (ISBN 978-2-84260-396-0)
- La distance qui nous sépare du prochain poème, Saint-Gély-du-Fesc, France, Éditions Espaces 34, coll. « Espace théâtre », 2011, 80 p.  (ISBN 978-2-84705-080-6)
- Le Voyageur liquide, roman, Montfort en Chalosse, France, Gaïa Éditions, 2011, 192 p.  (ISBN 978-2-84720-201-4)
- L’Escalier de Jack, roman, Montfort en Chalosse, France, Gaïa Éditions, 2012, 288 p.  (ISBN 978-2-84720-261-8)
- Grosses joies, nouvelles, Montfort en Chalosse, France, Gaïa Éditions, 2014, 157 p.  (ISBN 978-2-84720-429-2)
- Au pied du Fujiyama, Saint-Gély-du-Fesc, France, Éditions Espaces 34, coll. « Espace théâtre », 2015, 79 p.  (ISBN 978-2-84705-126-1) - Finaliste Prix Collidram 2016 et Prix Bernard Marie Koltès des Lycéens 2017
- Plancher japonais, roman, Montfort en Chalosse, France, Gaïa Éditions, 2016, 256 p.  (ISBN 978-2-84720-693-7)
- L’Inversion des dents, Les Matelles, France, Éditions Espaces 34, coll. « Espace théâtre », 2016, 23 p.  (ISBN 978-2-84705-146-9)
- Quand toute la ville est sur le trottoir d'en face, Les Matelles, France, Éditions Espaces 34, coll. « Espace théâtre », 2017, 54 p.  (ISBN 978-2-84705-157-5) - Grand Prix de Littérature Dramatique 2018
- Pour une fois que tu es beau, Les Matelles, France, Éditions Espaces 34, coll. « Espace théâtre », 2018, 87 p,  (ISBN 978-2-84705-168-1)
- L'effet Doppler, éditions Scènes Croisées de Lozère, Braquage Sonore, poésie sonore et visuelle, 2021.
- Mademoiselle Yes, poésie, éditions Vinaigrette No 13, 2022.
- Animaux extraordinaires, France, Éditions Espaces 34, coll. « Espace théâtre », 2022, 54 p,  (ISBN 978-2-84705-272-5)

## Pour approfondir